# U-Bahn Daejeon
Die U-Bahn Daejeon ist ein schienengebundenes öffentliches Nahverkehrssystem der südkoreanischen Stadt Daejeon, die mit 1,5 Millionen Einwohnern die fünftgrößte Stadt des Landes ist. Die U-Bahn besteht aus einer Linie und bildet zusammen mit dem Bussystem das Rückgrat des öffentlichen Nahverkehrs in der Stadt.
| \| \| \| Betriebshof "Nord" \| \| \| \| \| \| \| \| \| \| Banseock (Chilsungdae) \| \| \| \| \| Jijok (Chimsin Univ) \| \| \| \| \| Noeun \| \| \| \| \| World Cup Stadium (Noeun Wholesale Market) \| \| \| \| \| National Cemetery (Hanbat Nat'l Univ) \| \| \| \| \| Guam \| \| \| \| \| Yuseong Spa (Chungnam Nat'i Univ, Mokwon Univ) \| \| \| \| \| Gapcheon \| \| \| \| \| Wolpyeong (Kaist) \| \| \| \| \| Galma \| \| \| \| \| Government Complex Daejeon \| \| \| \| \| City Hall \| \| \| \| \| Tanbang \| \| \| \| \| Yongmun \| \| \| \| \| Oryong \| \| \| \| \| Seodaejeonnegeori \| \| \| \| \| Jung-gu Office \| \| \| \| \| Jungangno \| \| \| \| \| Daejeon Station \| \| \| \| \| Dae-dong (Woosong Univ) \| \| \| \| \| Sinheung \| \| \| \| \| Panam (Daejeon Univ) \| \| \| \| \| \| \| \| \| \| Betriebshof "Süd" \| \| |  |                                                |                                                |
| U-Bahn-Strecke von links |  | Betriebshof "Nord"                             | Betriebshof "Nord"                             |
| U-Bahn-Tunnelanfang |  |                                                |                                                |
| U-Bahn-Bahnhof (im Tunnel) |  | Banseock (Chilsungdae)                         | Banseock (Chilsungdae)                         |
| U-Bahn-Bahnhof (im Tunnel) |  | Jijok (Chimsin Univ)                           | Jijok (Chimsin Univ)                           |
| U-Bahn-Bahnhof (im Tunnel) |  | Noeun                                          | Noeun                                          |
| U-Bahn-Bahnhof (im Tunnel) |  | World Cup Stadium (Noeun Wholesale Market)     | World Cup Stadium (Noeun Wholesale Market)     |
| U-Bahn-Bahnhof (im Tunnel) |  | National Cemetery (Hanbat Nat'l Univ)          | National Cemetery (Hanbat Nat'l Univ)          |
| U-Bahn-Bahnhof (im Tunnel) |  | Guam                                           | Guam                                           |
| U-Bahn-Bahnhof (im Tunnel) |  | Yuseong Spa (Chungnam Nat'i Univ, Mokwon Univ) | Yuseong Spa (Chungnam Nat'i Univ, Mokwon Univ) |
| U-Bahn-Bahnhof (im Tunnel) |  | Gapcheon                                       | Gapcheon                                       |
| U-Bahn-Bahnhof (im Tunnel) |  | Wolpyeong (Kaist)                              | Wolpyeong (Kaist)                              |
| U-Bahn-Bahnhof (im Tunnel) |  | Galma                                          | Galma                                          |
| U-Bahn-Bahnhof (im Tunnel) |  | Government Complex Daejeon                     | Government Complex Daejeon                     |
| U-Bahn-Bahnhof (im Tunnel) |  | City Hall                                      | City Hall                                      |
| U-Bahn-Bahnhof (im Tunnel) |  | Tanbang                                        | Tanbang                                        |
| U-Bahn-Bahnhof (im Tunnel) |  | Yongmun                                        | Yongmun                                        |
| U-Bahn-Bahnhof (im Tunnel) |  | Oryong                                         | Oryong                                         |
| U-Bahn-Bahnhof (im Tunnel) |  | Seodaejeonnegeori                              | Seodaejeonnegeori                              |
| U-Bahn-Bahnhof (im Tunnel) |  | Jung-gu Office                                 | Jung-gu Office                                 |
| U-Bahn-Bahnhof (im Tunnel) |  | Jungangno                                      | Jungangno                                      |
| U-Bahn-Bahnhof (im Tunnel) |  | Daejeon Station                                | Daejeon Station                                |
| U-Bahn-Bahnhof (im Tunnel) |  | Dae-dong (Woosong Univ)                        | Dae-dong (Woosong Univ)                        |
| U-Bahn-Bahnhof (im Tunnel) |  | Sinheung                                       | Sinheung                                       |
| U-Bahn-Bahnhof (im Tunnel) |  | Panam (Daejeon Univ)                           | Panam (Daejeon Univ)                           |
| U-Bahn-Tunnelende |  |                                                |                                                |
| U-Bahn-Strecke nach links |  | Betriebshof "Süd"                              | Betriebshof "Süd"                              |

## Geschichte
Die erste U-Bahn-Strecke wurde am 16. März 2006 eröffnet. Sie verlief von der Panam Station im Osten der Stadt zum Government Complex in einem neu errichteten Stadtteil Seo-gu nahe dem Fluss Grapcheon.
Am 17. April 2007 ging der zweite Streckenabschnitt in Betrieb. Er verlängerte die bestehende Strecke in nordwestliche Richtung bis zu Station Banseok.
Ursprünglich war die Fertigstellung der Linie für die Fußball-Weltmeisterschaft 2002 in Korea und Japan geplant. Dazu kam es jedoch nicht.

## Verlauf
Die Strecke der Linie 1 ist insgesamt 22,6 km lang und beginnt im Südosten der Stadt an der Station Panam. Von dort aus verläuft sie weiter in Richtung Westen über Daejon Station, wo sie Anschluss an das Fernbahnnetz Koreas gibt. Im weiteren Verlauf durchquert sie die älteren Stadtteile von Daejon, bevor sie nach Norden in die neueren Stadtteile schwenkt und die Stationen City Hall und Government Complex ansteuert, die Sitz der Zentralregierung der Region ist. Dort knickt sie nach Westen ab und erreicht mit der Station Guam einen weiteren Verkehrsknotenpunkt, an dem es Anschluss an den Intercity-Bus-Terminal gibt. Kurz nachdem die Strecke ihren Verlauf wieder nach Norden ändert, erreicht sie die Station Worldcup Stadium, bevor sie mit der Station Banseok das nordwestliche Ende der Stadt erreicht.

## Planungen
Der Plan der Stadt sieht insgesamt fünf Linien vor:
Linie 2 soll 30,5 km lang werden, als Ring um die Stadt verlaufen und vor allem den Südwesten der Stadt, der gerade mit weiteren Wohngebieten erschlossen wird, mit den Stadtteilen nördlich des Flusses Grapcheon verbinden. Sie würde die Linie 1 an den Stationen Daejeon Station, Seodaejeon Negeori und Yuseong Spa kreuzen. Aktuelle Pläne sehen vor, die Linie in Form einer Straßenbahnstrecke zu realisieren, wobei eine Eröffnung der Strecke für Ende 2028 angestrebt wird. Als Fahrzeuge sind insgesamt 34 wasserstoffelektrische Straßenbahnen des Herstellers Hyundai Rotem vorgesehen.
Linie 3 und 4 würden jeweils Nord-Süd-Verbindungen darstellen, wobei Linie 3 parallel zur Gyeongbuseon Railroad verlaufen soll.
Linie 5 soll eine Ost-West-Verbindung darstellen. Die Umsetzung ist ungewiss.

## Betriebshöfe
Betriebshöfe befinden sich jeweils am Ende der Linie 1 im Südosten und Nordwesten der Stadt.

## Magnetschwebebahn Daejeon
Die Magnetschwebebahn von Daejeon wurde 1993 zur Weltausstellung in Daejeon eröffnet. Sie verläuft vom Expo-Gelände, das heute Science Park heißt, zum National Science Museum und ist nur knapp einen Kilometer lang. Das Fahrzeug stammt von der koreanischen Firma Rotem.